# 塔子城镇
塔子城镇，是中华人民共和国黑龙江省齐齐哈尔市泰来县下辖的一个乡镇级行政单位。 区域面积131.94平方千米。

## 行政区划
塔子城镇下辖以下地区：
街道社区、塔子城村、平兴村、两井子村、河西村和平安村。